# Kordyliera Środkowa (Kostaryka)

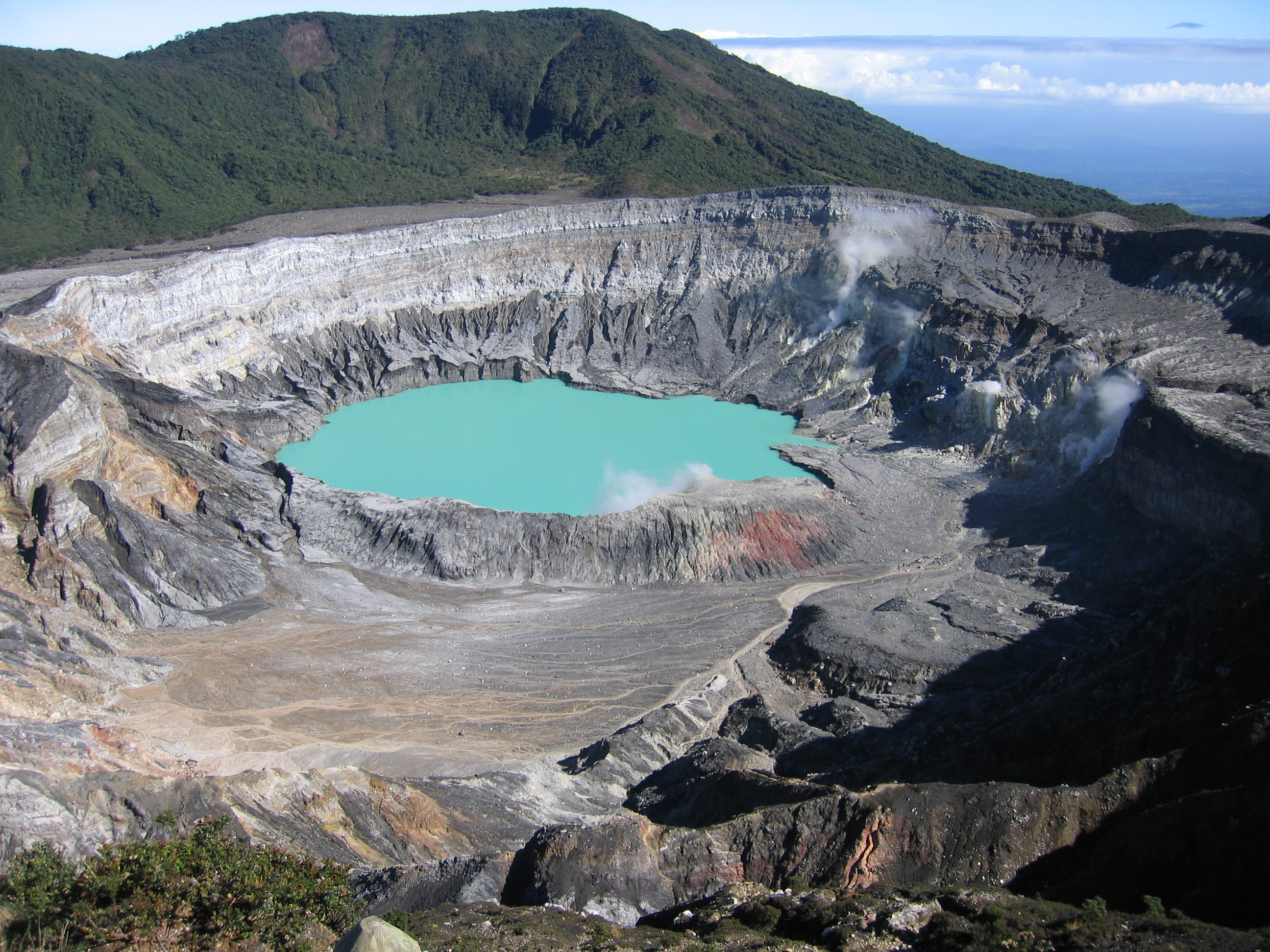
Krater wulkanu Poás

Kordyliera Środkowa (hiszp. Cordillera Central) – pasmo gór wulkanicznych w środkowej części Kostaryki. Najwyższym szczytem jest wulkan Irazú – 3432 m n.p.m. Na południe od niego znajduje się śródgórskie obniżenie Valle Central.
Ważniejsze szczyty:
- Irazú – 3432 m n.p.m.
- Turrialba – 3339 m n.p.m.
- Barva – 2906 m n.p.m.
- Poás – 2704 m n.p.m.